# Чабанівський Михайло Іванович
Миха́йло Іва́нович Чабані́вський (справжнє прізвище Циба; 5 (18) вересня 1910, село Лигівка, Костянтиноградського повіту Полтавської губернії — 4 квітня 1973, Київ, УРСР, СРСР) — український письменник і журналіст.

## Освіта
Закінчив педагогічний технікум, вчився на заочному відділі Ленінградського університету.

## Кар'єра
З 1930 працює у радянській пресі. За Другої світової війни — кореспондентом на фронті.
Працював завідувачем відділу прози в журналі «Вітчизна».

## Творчість
В 1931 в журналі «Робселькор» надрукував перший вірш «Слово піаністові» (№ 37 від 1931 р.), згодом у 1933 поему «Озівсталь» в газеті «Червоний Боєць».
Випустив:
- збірку оповідань «Свіжа скиба» (1949).
- збірку новел «Казковий край» (1951),
- збірку «Під зорями балканськими» (1951),
- збірку «Перші сходи» (1952),
- збірку «Алмаз» (1953),
- збірку «Срібні ключі» (1953),
- роман «Біля дунаю» Книга перша. (Київ,1954)
- роман «Біля Дунаю» Книга друга. (Київ,1955
- збірку «Степовий цвіт» (1956),
- повість «Кам'яне небо» (1958),
- повість «Стоїть явір над водою» «Замість передмови» М. Стельмах.(К.,1959),
- роман «Балканська весна» (1960)
- «Зелена чаша» (1960)

Сценарії, заявки на кінофільми
- На трубежі. Сценарій до художньодокументального фільму. Укркінохроніка,1959
- Золотий ріг. Сценарій до художньодокументального фільму. (Досі не здійснений) 24 стор.

***
- повість «Катюша» (1960)
- роман «Тече вода в синє море» (1961)
- книгу нарисів «Садок вишневий коло хати» (1961)— присвячена питанням охорони природи
- «Шляхами великої долі» Дорожні нотатки(По шевченківських місцях)(1961)
- повісті «За півгодини до щастя» Передмова Ю. Збанацького «Людина прагне краси живої»(1963)
- оповідання «Білий цвіт»(1963)
- повість про Катерину Білокур «Таємниця рожевого потоку» (1964)
- повісті «Третій горизонт» (1965)
- повість «Дорога додому» (1966),
- В. Г. Безпалий «Гомін степів», роман. Літературна редакція М.Чабанівського (1967)
- книгу нарисів «Оберігаймо рідну природу» (1968)
- повісті та оповідання «Сліпа любов» (1968)
- збірку «Лебедина сага» (1969)
- повість «Журавлинка» (1972)
- повість «Заповіт» (1972)
- Сидір Ковпак. Біографічна повість. Літературна редакція М. Чабанівського. (1973)
- повість «Деревій» (1973)Остання книга письменника.

## Різне
У кінці 1950-х з позицій офіційної партійности [джерело?]гостро виступав проти шістдесятників.
М. І. Чабанівський вів літературну студію (відділ прози) при видавництві «Молодь», а відомий український поет Дмитро Білоус вів відділення поезії, їх кімнати були поряд. Часто «поети» перебігали до відділення прози, бо Михайло Чабанівський розповідав дуже цікаві речі. Про це розповідав Борис Комар, письменник, лауреат премії ім. Лесі Українки. Всіляко допомагав підніматися молодим талантам, не тільки прозаїкам, а й поетам. Його вдячними учнями називають себе письменники — В.Шевчук, М. Сом, М. Вінграновський, Михайло Сіренко, поет, лауреат премії ім. В. Сосюри. В архіві письменника збереглися його листи до Євгена Гуцала, в яких у важку хвилину підтримував письменника, гартував його характер, надихав мудрим добрим словом. Їздив з групою письменників рятувати Василя Симоненка…
М. І. Чабанівський, працюючи на посаді завідувача відділом прози у «Вітчизні» у 1960-х роках, помітив молодий талант Павла Загребельного і запросив його переїхати до Києва. Згодом П. А. Загребельний посів замість М. Чабанівського цю посаду. В книжці «Думки нарозхрист» П. Загребельний називає своїми вірними друзями М. Чабанівського та поета, перекладача, талановитого співака Теодора Бобиря.
Був, правда, один епізод — М. Чабанівський покритикував Івана Дзюбу, за те, що той нападав на Андрія Малишка. Михайло Іванович дуже переживав, коли «свої б'ють своїх», закликав до згуртованості. Іван Драч в статті «Жайворонок над Україною» (Газ. «Слово Просвіти» № 44, від 14 листопада 2012 р.) наводить цікавий епізод про А. Малишка: «Я привіз вас, хлопці, сюди на свято першого жайворонка. Дивіться, що вони виробляють — поділили собі небо на свої гектари. І кожен старається. І кожен виспівує, як тільки може. І на певній відстані, щоб один одному не бути на заваді! …Дисципліна». Так мислив і М. Чабанівський. Кожен має право творити і писати, не бути на заваді один одному.
Треба також не забувати, що українські письменники, які залишилися на звільненій від нацистів Україні, чудом вижили під час війни, творили під грізним оком радянської цензури. Тож не всім вдавалося розкрити свій талант — і щасливо плисти за течією життя.
М. І. Чабанівський перший в українській літературі виступив на захист рідної природи. Зайняв цю нішу впевнено і щиро. Михайло Стельмах підтримав книжки письменника доброзичливою рецензією «Стоїть явір над водою», «Тече річка невеличка» (перша назва «Тече вода в синє море»). Про це написав літературознавець, лауреат Шевченківської премії Микола Шудря у передмові «Журавлиний ключ вірності» до книги М.Чабанівського «Журавлинка» (Перевидана до 100-річчя від дня народження у вид. «Український письменник», К. 2010).

## Відзнаки
За участь у бойових діях нагороджений:
- орденом Вітчизняної війни 2-го ступеня,
- орденом Червоної Зірки
- багатьма медалями.

## Вшанування пам'яті

Меморіальна дошка М. Чабанівському на будинку письменників Роліт у Києві.

Рішенням XXX сесії Сахновщинської районної ради IV скликання від 25 січня 2006 року заснована літературна премія імені Михайла Чабанівського.